# Florentina Olar-Spânu
Florentina Olar-Spânu (Constanta, 6 d'agost de 1985) és una centrecampista de futbol internacional per Romania des de 2001.

## Trajectòria
- CFF Clujana (01/02 - 07/08)
- SS Lazio (08/09)
- Apollon Limassol (09/10 - 12/13)
- Fortuna Hjørring (13/14 - act.)